# En svensk tiger (film, 2018)
En svensk tiger är en svensk dokumentärfilm från 2018 skriven och regisserad av Carl Svensson.
Filmen problematiserar svensk tystnad om Förintelsen under Andra världskriget, och är inspirerad av Gitta Serenys bok om Albert Speer och Peter Englunds essäsamling Brev från nollpunkten.
Filmen utgår från ett möte natten mellan den 22 och 23 augusti 1942 på ett överfullt tåg från Warszawa mellan ambassadsekreteraren Göran von Otter och SS-mannen Kurt Gerstein. Ingen av dem hade sittplatsbiljett och de tillbringade natten med cigaretter och samtal i tågkorridoren. Gerstein lättade sitt hjärta och berättade om sin studiekommendering vid lägret Belzec där han åsett avlivning av tusentals judar. Gerstein ville få en neutral makts uppmärksamhet på vad som pågick i Tyskland, och hoppades att detta skulle kunna minska stödet för nazistregimen. von Otter avstår på inrådan från överordnade att rapportera samtalet skriftligt, utan redovisar händelsen muntligt först fyra månader senare då han kommer till UD i Stockholm. Filmen problematiserar utebliven eller försenad rapportering om händelsen.
I filmen söker von Otters dotter Birgitta von Otter upp Kurt Gersteins äldsta dotter och möts i samtal om deras fäders möte. 
Filmen producerades av Filmkreatörerna med stöd från SFI, MDR och Claims Conference. Den visades sommaren 2018 på en filmfestival i USA, i tysk public service-tv i november 2018 och i svensk TV i januari 2020. Filmen har även fått uppmärksamhet i utländska medier. 